# Le Château de cartes (Chardin, Washington)
Pour les articles homonymes, voir Le Château de cartes (homonymie).
Le Château de cartes est un tableau du peintre français Jean Siméon Chardin probablement réalisé en 1737. Cette huile sur toile de format vertical est le portrait de profil d'un garçon construisant le rez-de-chaussée d'un château de cartes sur une table. Conservée à la National Gallery of Art, à Washington, aux États-Unis, cette œuvre connaît plusieurs variantes dispersées de par le monde, dont une copie au musée des Offices, à Florence. C'est dans ce musée italien que se trouve également une peinture qui est parfois considérée comme son pendant, La Fillette au volant.

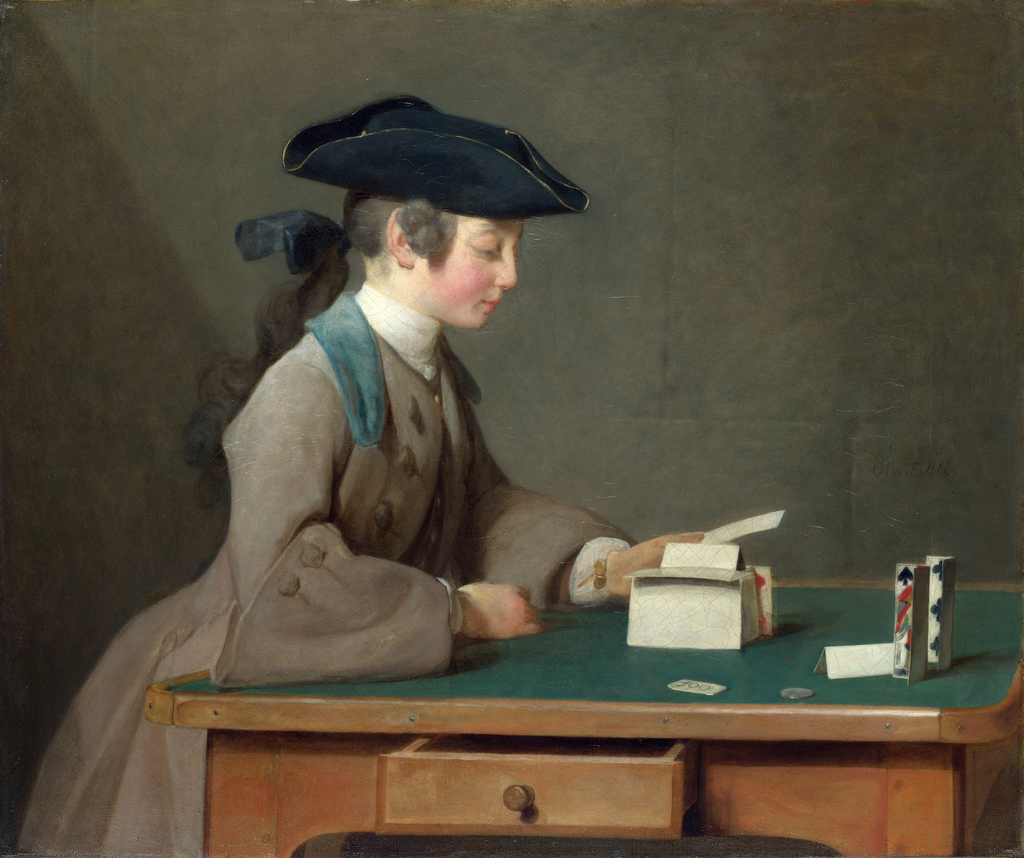
Le Château de cartes, National Gallery, Londres.
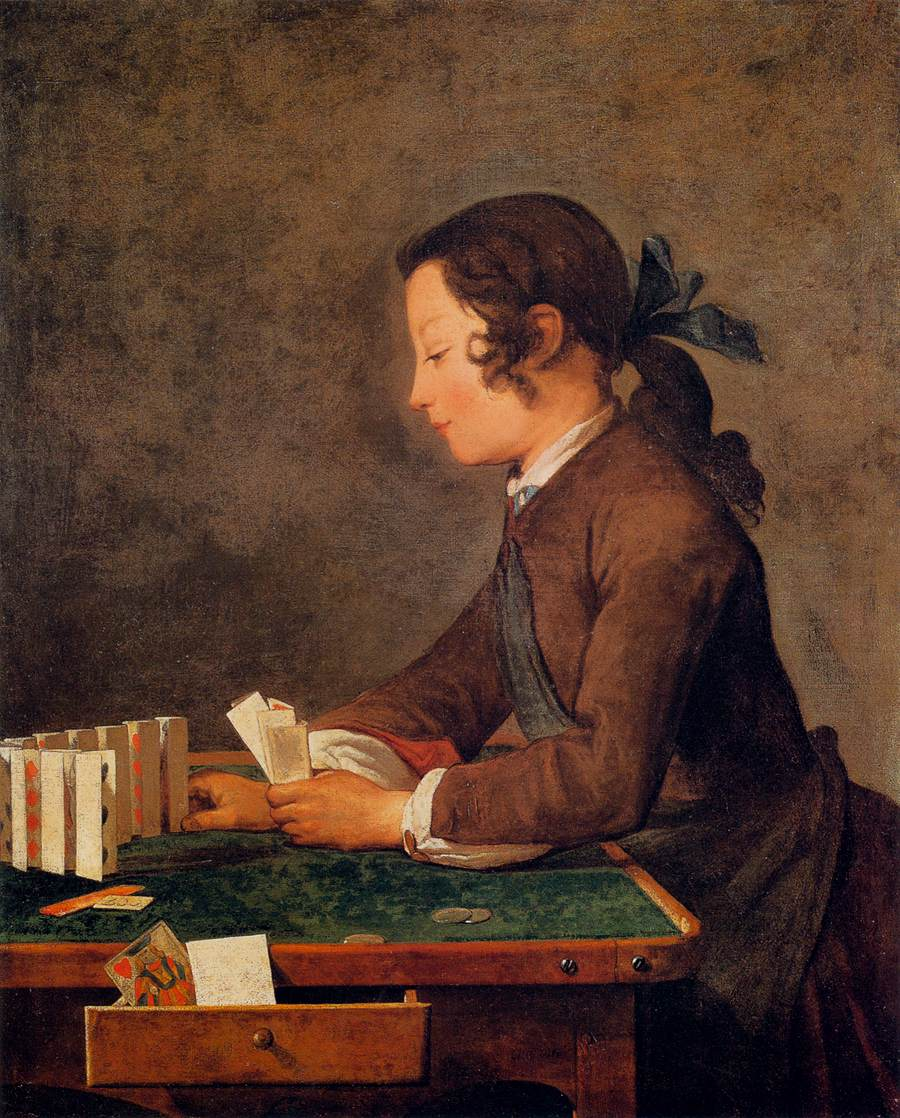
Le Château de cartes, galerie des Offices, Florence.
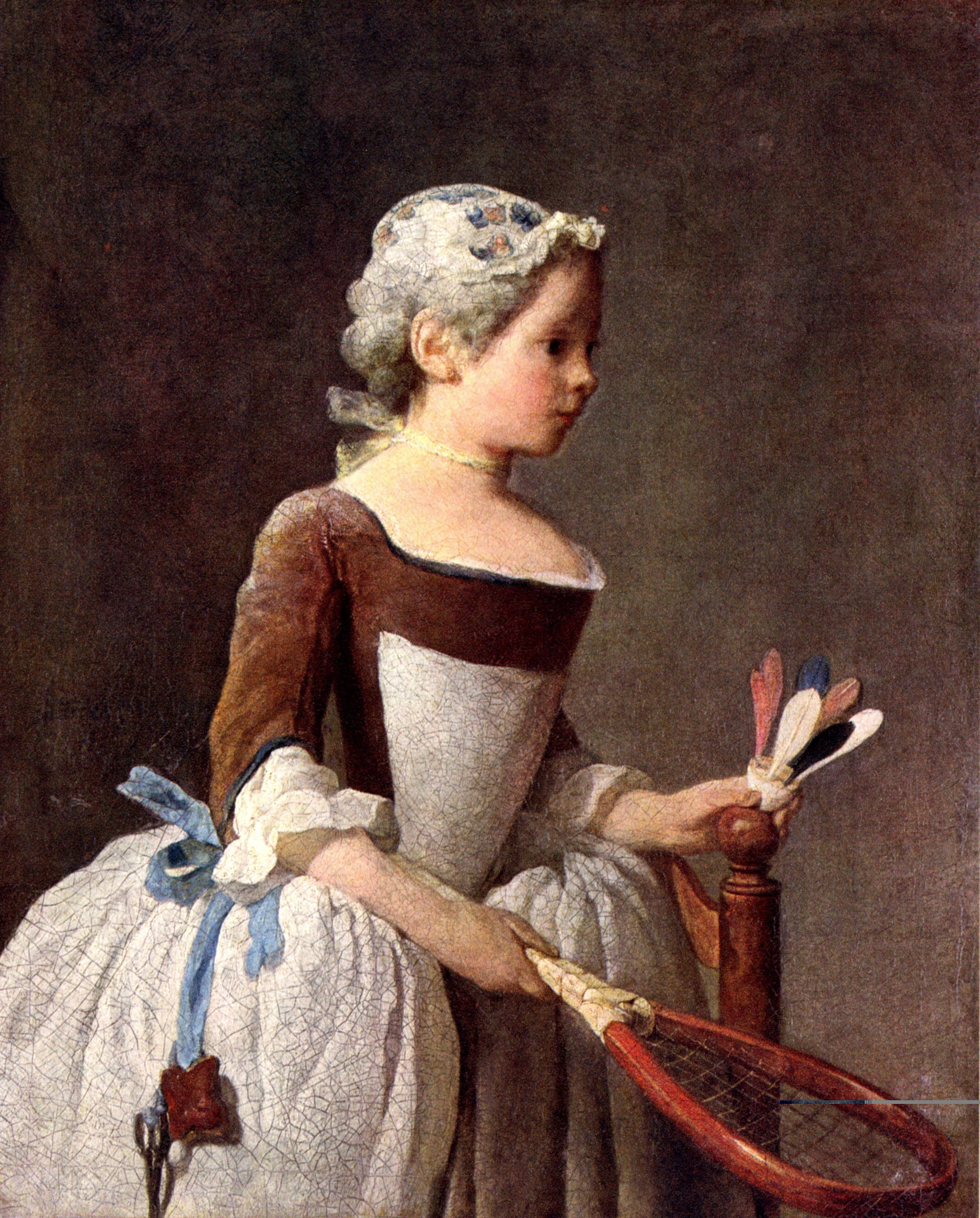
La Fillette au volant, galerie des Offices, Florence.